# Mercedes-Benz L 6600
Mercedes-Benz L 5000/L 5500/L 6600 — це серія вантажівок, вироблених німецьким виробником автомобілів Mercedes-Benz між 1950 і 1963.